# Condado de Oneida (Wisconsin)
El condado de Oneida (en inglés: Oneida County), fundado en 1885, es uno de 72 condados del estado estadounidense de Wisconsin. En el año 2000, el condado tenía una población de 36,776 habitantes y una densidad poblacional de 13 personas por km². La sede del condado es Rhinelander.

## Geografía
Según la Oficina del Censo, el condado tiene un área total de 3,201 km², de la cual 2,912 km² es tierra y 288 km² (9.01%) es agua.

### Condados adyacentes
- Condado de Vilas (norte)
- Condado de Forest (este)
- Condado de Langlade (sureste)
- Condado de Lincoln (sur)
- Condado de Price (oeste)

## Demografía
En el censo de 2000, había 36,776 personas, 15,333 hogares y 10,487 familias residiendo en el condado. La densidad poblacional era de 13 personas por km². En el 2000 había 26,627 unidades habitacionales en una densidad de 9 por km². La demografía del condado era de 97.71% blancos, 0.33% afroamericanos, 0.63% amerindios, 0.30% asiáticos, 0,05% isleños del Pacífico, 0.21% de otras razas y 0.75% de dos o más razas. 0.66% de la población era de origen hispano o latino de cualquier raza.

## Localidades

### Ciudades, pueblos y villas
- Cassian
- Crescent
- Enterprise
- Hazelhurst
- Lake Tomahawk
- Little Rice
- Lynne
- Minocqua
- Monico
- Newbold
- Nokomis
- Pelican
- Piehl
- Pine Lake
- Rhinelander
- Schoepke
- Stella
- Sugar Camp
- Three Lakes
- Woodboro
- Woodruff

### Áreas no incorporadas
- Harshaw
- McNaughton
- Pelican Lake
- Tripoli (parcial)